# 중국의 전자산업
다음은 중화인민공화국의 전자산업에 대한 설명이다.
중국의 전자산업은 20세기 중반에 시작하여 21세기에 이르러 세계 최대의 전자제품 생산국이자 수출국으로 성장했다. 이 산업은 중국 경제의 중요한 축을 담당하며, 제조업과 기술 혁신에서 중요한 역할을 하고 있다. 중국은 세계적인 전자기기 제조업체를 다수 보유하고 있으며, 첨단 기술 개발에서도 선두를 달리고 있다.

## 역사
초기 발전 (1950~1970년대)
중국의 전자산업은 1950년대에 군사 및 통신 장비 생산을 중심으로 시작되었다. 당시 기술력은 외국의 기술을 도입하거나 복제하는 수준에 머물렀으며, 주로 내수용 전자제품을 생산했다. 1970년대까지 중국의 전자산업은 국제 시장과는 거리가 멀었다.
개혁개방 이후 (1980년대)
덩샤오핑의 개혁개방 정책 이후, 중국의 전자산업은 급격한 성장을 시작했다. 외국 자본과 기술을 적극적으로 수용하여 전자제품의 대량 생산이 가능해졌으며, 삼성, 소니, 인텔 등 다국적 기업들이 중국에 제조 시설을 설립하며 기술 이전이 이루어졌다. 이로써 중국은 전 세계의 '전자제품 공장'으로 자리매김하였다.
2000년대: 글로벌 생산 허브로 성장
2000년대 들어 중국은 전자제품 생산의 중심지로 자리잡았다. 저렴한 노동력과 대규모 생산능력을 바탕으로, 다양한 전자제품을 전 세계에 수출했다. 심천, 상하이, 광저우가 전자산업의 주요 허브로 성장했으며, 단순 조립에서 벗어나 자체 기술 개발에도 박차를 가했다.
2010년대 이후: 기술 혁신과 글로벌 경쟁
2010년대 이후 중국은 단순한 생산을 넘어 연구개발에도 중점을 두기 시작했다. 화웨이, 샤오미, ZTE 같은 기업들이 스마트폰, 통신 장비, 가전제품 분야에서 세계적인 영향력을 발휘하기 시작했다. 특히 화웨이는 5G 통신 기술에서 선두주자로 자리매김하였다.

## 주요 기업
- 화웨이: 1987년에 설립된 화웨이는 통신 장비와 스마트폰 시장에서 글로벌 리더로 자리잡았다. 특히 5G 기술 개발에서 선두주자이다.
- 샤오미: 2010년에 설립된 샤오미는 저가 스마트폰을 중심으로 급성장했으며, 가전제품과 사물인터넷 분야에서도 활동하고 있다.
- ZTE: 1985년에 설립된 ZTE는 통신 장비 제조업체로, 글로벌 시장에서 경쟁력을 유지하고 있다.

## 산업의 과제
중국 전자산업은 빠른 발전을 이루었지만, 여전히 반도체와 같은 핵심 부품에서 외국 기술 의존도가 높다. 특히 미국과의 무역 갈등으로 인한 기술 제재는 이러한 의존도를 문제로 부각시키고 있다. 중국 정부는 자국 내 기술 개발과 생산 자급자족을 목표로 관련 투자를 강화하고 있다.

## 미래 전망
중국의 전자산업은 인공지능, 사물인터넷, 5G 등의 첨단 기술 분야에서 더욱 발전할 것으로 기대된다. 중국 정부는 이러한 기술 자급자족을 목표로 대규모 투자를 진행 중이며, 이를 통해 글로벌 경쟁력을 유지하고자 한다.

## 참고자료
1. ↑  KOTRA 보고서 (2021년 3월 15일). “중국 전자산업의 발전과 시사점”. KOTRA. 2024년 9월 19일에 확인함.[깨진 링크(과거 내용 찾기)]
2. ↑  KIET 연구팀 (2019년 7월 10일). “중국 전자 산업의 성장과 한국의 대응 전략”. 산업연구원(KIET). 2024년 9월 19일에 확인함.